# Catatropis
Genre
Catatropis est un genre de vers parasites de la famille des Notocotylidae.

## Liste d'espèces
Selon BioLib (7 mai 2020) :
- Catatropis cygni Yamaguti, 1939
- Catatropis hisikui Yamaguti, 1939
- Catatropis johnstoni Martin, 1956
- Catatropis lagunae Bayssade-Dufour, Albaret, Fermet-Quinet & Farhati, 1996
- Catatropis orientalis Harsche, 1932
- Catatropis verrucosa (Fröhlich, 1789)

## Publication originale
- (de) Theodor Odhner, « Die Trematoden des arktischen Gebietes », Fauna arctica, Leipzig, Inconnu, vol. 4,‎ 1905, p. 291-372 (OCLC 4333951, DOI 10.5962/BHL.TITLE.11724, lire en ligne).